# Dong Fangzhuo
Dong Fangzhuo (Dalian, China, 23 de enero de 1985) es un exfutbolista chino que jugaba de delantero. Jugó en el Manchester United F.C. de la FA Premier League inglesa.

## Trayectoria
Dong perteneció a la Selección de China sub-23, y comenzó notablemente su carrera profesional en el Dalian Shide, probablemente el club con más éxito en China. Firmó para el United en enero de 2004 y fue el primer jugador chino en pertenecer al club inglés, pero tuvo problemas con un permiso de trabajo, así que fue prestado al Royal Antwerp FC belga, donde tuvo buenas temporadas, incluyendo la temporada 05-06 donde quedó de máximo goleador con 18 tantos. Solucionó sus problemas legales en Inglaterra y fue rellamado por el Manchester United el 17 de enero de 2007 con el número 21, que más tarde, cuando abandonó el club Rafael da Silva sería el sucesor de ese dorsal. Después jugó en filas del Dalian Shide chino, Legia Varsovia, Portimonense, Mika Ashtarak. Actualmente juega para el Hebei Zhongji.

### Clubes
| Club                      | País       | Año       |
| ------------------------- | ---------- | --------- |
| Dalian Sidelong           | China      | 2002      |
| Dalian Shide              | China      | 2002-2004 |
| Manchester United         | Inglaterra | 2004-2008 |
| Royal Antwerp (en cesión) | Bélgica    | 2004-2006 |
| Dalian Shide              | China      | 2008-2010 |
| Legia Varsovia            | Polonia    | 2010      |
| Portimonense SC           | Portugal   | 2010-2011 |
| FC Mika                   | Armenia    | 2011      |
| Hunan Billows             | China      | 2012-2013 |
| Hebei Zhongji             | China      | 2014      |